# 1967-es női röplabda-világbajnokság
Az 1967-es női röplabda-világbajnokságot Japánban, Tokióban rendezték 1967. január 25. és január 29. között. A világbajnokságon a keleti blokk országainak bojkottja miatt mindössze négy válogatott vett részt. A tornát a címvédő és egyben házigazda japán csapat nyerte meg.

## Előzmények
A világbajnokság rendezési jogát a Nemzetközi Röplabda Szövetség 1964-ben, a tokiói olimpián tartott kongresszusán Peru kapta meg. Az eseményt  eredetileg 1966. október 12. és október 29. között rendezték volna. 1966 áprilisában Peru lemondott a rendezésről, amit Mexikó  vállalt át, de a kínai sportolók részére nem volt biztosított a vízum kiadása, így új rendezőre lett szükség. Az október 15-i határidőig Japán (Tokió), Kína (Peking), és az NDK (Berlin) adtak be pályázatot, közülük a japán fővárost választották ki.

### Bojkott
Japán nem ismerte el hivatalosan Kelet-Németországot és Észak-Koreát, ezért úgy döntött hogy nem játssza le a nemzeti himnuszukat és nem húzzák fel a nemzeti lobogójukat. A keleti blokk országai ezzel nem értettek egyet, és úgy döntöttek hogy bojkottálják a világbajnokságot. 
A magyar válogatott január 2-án indult útnak repülővel a Moszkva–Habarovszk–Nahodka útvonalon, majd onnan hajóval Japánba. Az átszállásoknál néhány napos akklimatizációt tartva. Az érkezés január 12-én lett volna Oszakába, ahol folytatódott volna a felkészülés. A válogatott a bizonytalan vb-szereplés miatt Moszkvában maradt, majd január 13-án hazaérkezett.
Csoportbeosztás a bojkott előtt
A sorsolást 1996 decemberében tartották.
| A csoport - Japán - Peru - Észak-Korea - Csehszlovákia | B csoport - Szovjetunió - NDK - Dél-Korea | C csoport - Kína - Lengyelország - Magyarország - Egyesült Államok |

Észak-Korea, Csehszlovákia, Szovjetunió, NDK, Kína, Lengyelország és Magyarország bojkottálta a világbajnokságot.

## Eredmények
A négy csapat egyetlen csoportot alkotott, amelyben körmérkőzéseket játszottak. A csoport végeredménye lett a világbajnokság végeredménye.
| 1967. január 25. | Egyesült Államok          | 3–1 | Dél-Korea |  |
| 1967. január 25. | (15–10, 15–7, 7–15, 15–9) |     |           |  |

| 1967. január 25. | Japán              | 3–0 | Peru |  |
| 1967. január 25. | (15–1, 15–5, 15–1) |     |      |  |

| 1967. január 27. | Egyesült Államok           | 3–1 | Peru |  |
| 1967. január 27. | (15–3, 11–15, 15–9, 15–13) |     |      |  |

| 1967. január 27. | Japán              | 3–0 | Dél-Korea |  |
| 1967. január 27. | (15–3, 15–3, 15–4) |     |           |  |

| 1967. január 29. | Dél-Korea            | 3–0 | Peru |  |
| 1967. január 29. | (15–11, 15–9, 15–11) |     |      |  |

| 1967. január 29. | Japán               | 3–0 | Egyesült Államok |  |
| 1967. január 29. | (15–12, 15–0, 15–8) |     |                  |  |

## Végeredmény
| Helyezés |                  |      | Mérkőzések | Mérkőzések | Szettek | Szettek | Szettek | Pontok | Pontok | Pontok |
| Helyezés | Csapat           | Pont | Gy         | V          | Sz+     | Sz–     | SzA     | P+     | P–     | PA     |
| -------- | ---------------- | ---- | ---------- | ---------- | ------- | ------- | ------- | ------ | ------ | ------ |
| Arany    | Japán            | 6    | 3          | 0          | 9       | 0       | MAX     | 135    | 37     | 3,649  |
| Ezüst    | Egyesült Államok | 5    | 2          | 1          | 6       | 5       | 1,200   | 128    | 126    | 1,016  |
| Bronz    | Dél-Korea        | 4    | 1          | 2          | 4       | 6       | 0,667   | 96     | 128    | 0,750  |
| 4.       | Peru             | 3    | 0          | 3          | 1       | 9       | 0,111   | 78     | 146    | 0,534  |

| Az 1967-es női röplabda-világbajnokság győztese |
| ----------------------------------------------- |
| · Japán · 2. cím                                |